# 세계적 감시망의 폭로 (2013년~현재)
미국과 호주, 영국, 캐나다, 뉴질랜드, 일명 '다섯 개의 눈'으로 불리는 영미권 첩보동맹국이 "업스트림·프리즘·엑스키스코어" 3가지 프로그램으로 감시하는 에셜론을 운영하여 전 세계적으로 감시했다는 의혹은 언제나 존재했지만, 2013년 전 NSA 요원 에드워드 스노든이 구체적 물증이 담긴 기밀자료들을 유출시킨 이후 걷잡을 수 없이 확대되었다.

## 초창기
원래 에셜론은 1960년대 냉전시대에 소비에트 연방과 중앙유럽 국가의 군사 및 외교 통신을 감청하기 위해 만들어졌다고 하며, 소비에트 연방 붕괴 이후로는 테러 모의, 마약 거래, 전국가의 군사 및 외교 통신을 감청한다고 전해진다.

## 2013년
미국 국가안보국은 영미권 첩보동맹국을 제외한 주요동맹국 정상들을 수년간 메일, 전화 등을 감청해온 것으로 밝혀졌다. 유럽에서는 독일과 프랑스, 스페인이 감시대상국으로 알려 졌으며, 남미에서는 브라질, 아르헨티나, 베네수엘라, 볼리비아등이 감시대상국이였으며, 아시아에서는 한국, 파키스탄, 중국과 인도네시아, 태국, 베트남, 일본이 감시대상국으로 알려 졌다. 이외에도 미국은 미국 대사관과 동맹국 대사관을 통해 아시아권을 감시해온 것으로 드러나 논란이 커지고 있다.

## 같이 보기
- NSA의 무영장 감시 논란
- 프리즘 (감시 체계)
- 에셜론